# Larkyn Austman
Larkyn Austman (New Westminster, Canadá; 22 de febrero de 1998) es una patinadora artística sobre hielo canadiense. Medallista de bronce de la Copa Callenge International de 2017 y medallista de bronce del Campeonato Nacional de Canadá de 2018. Representó a su país en los Juegos Olímpicos de Pyeongchang 2018.

## Carrera
Ganó la medalla de oro en su primer competición en nivel júnior, el Campeonato Júnior de Canadá de 2013. Fue asignada a la prueba del Grand Prix Júnior en Estonia, donde finalizó en octavo lugar. Obtuvo el décimo lugar en el Campeonato de Canadá de 2014 y en marzo de 2014 compitió en el Campeonato del Mundo Júnior donde finalizó en el lugar 16.
En la temporada 2014-2015 la patinadora viajó a Colorado Springs para entrenar con Christy Krall. Finalizó en sexto lugar en el Campeonato de Canadá de 2016. Austman hizo su debut internacional en nivel sénior en el Autumn Classic International de 2016, se posicionó en la duodécima plaza. Finalizó en cuarto lugar en el Campeonato de Canadá de 2017. Ganó la medalla de bronce en el Campeonato de Canadá de 2018 y fue seleccionada para representar a su país en los Juegos Olímpicos de Pyeongchang 2018 y el Campeonato del Mundo del mismo año.

### Programas
|           | Programa corto                        | Programa libre                            | Exhibición            |
| --------- | ------------------------------------- | ----------------------------------------- | --------------------- |
| 2018–2019 | TBA                                   | TBA                                       |                       |
| 2017–2018 | Mein Herr de John Kander, Fred Ebb    | Les Misérables de Claude-Michel Schönberg |                       |
| 2013–2015 | Caravan de Juan Tizol, Duke Ellington | Samson and Delilah de Camille Saint-Saëns |                       |
| 2012–2013 |                                       | Danse macabre de Camille Saint-Saëns      | Canción de Juan Perez |